# Maurice Multhaup
Maurice Multhaup (* 15. Dezember 1996 in Bottrop) ist ein deutscher Fußballspieler, der seit Sommer 2024 beim 1. FC Saarbrücken unter Vertrag steht. Er ist variabel im Mittelfeld einsetzbar.

## Vereinskarriere

### Anfänge
Multhaup begann 2002 beim VfB Kirchhellen mit dem Fußballspielen. Nach sechs Jahren Vereinszugehörigkeit ging er 2008 zur SG Wattenscheid 09. Dort blieb er ein Jahr, ehe er sich dem Nachwuchsleistungszentrum vom FC Schalke 04 anschloss.

### FC Schalke 04
Ab 2009 war Multhaup für die Königsblauen aktiv. Während seiner Jugendzeit konnte er diverse Titel gewinnen wie den Westfalenpokal mit der U-15 2011, 2012 den Westfalenpokal mit der U-17, ein Jahr später konnte er den Titel verteidigen und zusätzlich Westdeutscher Meister werden. 2014 wurde er Westfalenpokalsieger und Westdeutscher Meister mit der U-19. Dazu sammelte er erste Erfahrungen in der UEFA Youth League. In der Spielzeit der Youth League 2013/14 schied man erst im Halbfinale gegen den späteren Titelträger FC Barcelona aus. In der UEFA Youth League 2014/15 schied man bereits im Achtelfinale im Elfmeterschießen gegen Manchester City aus, allerdings war man wie im Vorjahr die einzige deutsche Mannschaft, die die Gruppenphase überstand. Multhaup konnte in 15 Youth League Spielen sieben Tore schießen und sieben weitere vorbereiten.
In der Winterpause der Bundesligasaison 2014/15 wurde er von Trainer Roberto Di Matteo mit ins Trainingslager nach Katar genommen. Im ersten Testspiel gegen Ajax Amsterdam zog er sich während der ersten Halbzeit eine Einblutung im Oberschenkel zu und musste vorzeitig aus dem Trainingslager abreisen. Mit dem Ende der Saison 2014/15 endete altersbedingt auch die Jugendkarriere von Maurice Multhaup.

### FC Ingolstadt
Am 31. August 2015 wurde bekannt gegeben, dass Multhaup beim FC Ingolstadt 04 einen Vertrag bis zum 30. Juni 2018 unterschrieben hat. Über die Wechselmodalitäten vereinbarten beide Vereine Stillschweigen. Am 12. Dezember 2015 debütierte Multhaup in der Bundesliga, als er bei der 0:2-Niederlage des FCI beim FC Bayern München am 16. Spieltag in der 78. Spielminute für Lukas Hinterseer eingewechselt wurde.

### 1. FC Heidenheim
In der Winterpause der Saison 2017/18 wechselte Multhaup in die 2. Bundesliga zum 1. FC Heidenheim und unterschrieb dort einen Vertrag über zweieinhalb Spielzeiten bis Juni 2020. Die Saison 2019/20 beendete Heidenheim auf dem 3. Tabellenplatz, was die Teilnahme an der Aufstiegsrelegation zur Bundesliga zur Folge hatte. Hier wurde Multhaup gegen den Bundesliga-Sechzehnten Werder Bremen in beiden Spielen eingesetzt; wegen der Auswärtstorregel gelang der Aufstieg jedoch letztlich nicht. Sein im Sommer 2020 auslaufender Vertrag wurde nicht mehr verlängert.

### VfL Osnabrück und Eintracht Braunschweig
Am 3. August 2020 unterzeichnete Multhaup einen Vertrag beim Ligakonkurrenten VfL Osnabrück, der bis zum 30. Juni 2022 Gültigkeit besitzt. Für die Niedersachsen kam er in 26 Zweitligapartien zum Einsatz, wobei er in 13 Spielen in der Startaufstellung stand. Osnabrück musste am Saisonende als Drittletzter in die Relegation gegen den Drittligisten FC Ingolstadt und unterlag dort aufgrund der Auswärtstorregel. Nach dem Drittligaabstieg wechselte er 2021 zum ebenfalls abgestiegenen Klub Eintracht Braunschweig, wo er einen Vertrag bis zum 30. Juni 2023 unterschrieb. Mit den Braunschweigern gelang ihm im Sommer 2022 der Wiederaufstieg in die 2. Bundesliga.
Im Sommer 2024 wechselte er zum 1. FC Saarbrücken.

## Nationalmannschaft
Am 7. Juni 2011 debütierte Multhaup für die U-15 beim 3:1 gegen Portugal. Wenige Monate später machte er am 11. Oktober 2011 sein erstes Spiel für die U-16 bei der 1:2-Niederlage gegen die Ukraine. Im Mai 2015 machte er im Spiel gegen Dänemark sein erstes Länderspieltor. Zwischen dem 29. August 2012 und dem 31. März 2013 machte er insgesamt 13 Spiele für die deutsche U-17, für die er sieben Tore erzielte.

## Erfolge
- 2011: Westfalenpokal-Sieger (U-15)
- 2012: Westfalenpokal-Sieger (U-17)
- 2013: Westdeutscher Meister (U-17)
- 2013: Westfalenpokalsieger (U-17)
- 2014: Westdeutscher U-19-Meister
- 2014: Westfalenpokalsieger (U-19)
- 2015: Westdeutscher U-19-Meister
- Deutscher Meister (U-19): 2015